# 정글의 플레이보이
정글의 플레이보이(Volunteers)는 미국에서 제작된 니콜라스 메이어 감독의 1985년 코미디 영화이다. 톰 행크스 등이 주연으로 출연하였고 월터 F. 파키스 등이 제작에 참여하였다.

## 출연

### 주연
- 톰 행크스

### 조연
- 리타 윌슨
- 팀 토머슨
- 게드 와타나베

## 제작진
- 미술: 제임스 L. 쇼페
- 배역: 페니 엘러스
- 배역: 조이스 로빈슨